# Regierung der Palästinensischen Autonomiebehörde vom Juli 2007
Die Regierung der Palästinensischen Autonomiebehörde vom Juli 2007 wurde nach der Auflösung der Regierung der nationalen Einheit von Ministerpräsident Ismail Haniyya und einen Monat nach der Vereidigung einer Notstandsregierung angelobt.

## Zusammensetzung
| Minister                   | Portefeuille                                           | Politische Ausrichtung |
| Salam Fayyad               | Premierminister                                        | Dritter Weg            |
| Abdel Razak Yehiyeh        | Inneres, Zivile Angelegenheiten                        | al-Fatah               |
| Ziad Abdullah al-Bandak    | Landwirtschaft, Regionale Regierung                    | Unabhängig             |
| Khouloud Khalil D'eibes    | Tourismus, Frauenfragen                                | Unabhängig             |
| Muhammad Kamal Hasouneh    | Öffentliche Arbeiten, Telekommunikation und Wirtschaft | Unabhängig             |
| Lamis al-Alami             | Bildung und Kultur                                     | Unabhängig             |
| Samir Abdullah             | Arbeit                                                 | Unabhängig             |
| Abdullah al-Murghi         | Gesundheit                                             | Unabhängig             |
| Riyad al-Malki             | Justiz und Information                                 | Unabhängig             |
| Dschamal Muhammad Bawatneh | Soziale Fragen, Waqf                                   | Unabhängig             |
| Mashhour Abu Daqqa         | Verkehr                                                | Unabhängig             |
| Ashraf Eid al-Ajrami       | Häftlingsfragen, Jugend und Sport                      | Unabhängig             |

## Rücktritt
Am 7. März 2009 trat die von Fayyad geführte Regierung zurück, um den Weg für eine Einheitsregierung unter Beteiligung von Fatah und Hamas freizumachen. Präsident Mahmud Abbas forderte Fayyad zum Verbleib im Amt während der Verhandlungen auf. Nachdem fünf Runden solcher von Ägypten vermittelten Verhandlungen gescheitert waren, wurde Fayyad am 19. Mai von Abbas erneut mit dem Posten des Ministerpräsidenten betraut, die Regierung umgebildet und auf 20 Minister erweitert. Diese neue Regierung wurde am 19. Mai 2009 angelobt und besitzt laut Hamas keine Legitimität.